# І світ мене не впіймав...
«І світ мене не спіймав…» — художній телефільм про Григорія Сковороду, знятий на Національній кіностудії художніх фільмів імені Олександра Довженка (ВТО "Дебют") у 2004 році.
Тривалість фільму - 46 хвилин.

## Про фільм
Фільм розповідає про останні роки життя Григорія Сковороди — видатного українського філософа XVIII сторіччя. Григорій Сковорода зустрічається зі своїм учнем Михайлом Ковалинським, якому він залишає свої твори.

## Творча група[4]
- Художній керівник: Віктор Гресь
- Автор сценарію: Ігор Лапінський
- Режисер-постановник: Юрій Зморович
- Оператор-постановник: Денис Чащин
- Художник-постановник: Віталій Ясько
- Костюми: Надія Коваленко
- Композитор: Тетяна Трегуб
- Звукорежисер: Петро Приходько
- Режисер монтажу: Олег Мельник
- Художник із гриму: Ніна Одинович

### Актори і ролі
- Сковорода - Анатолій Черков
- Ковалинський - Юрко Яценко
- Імператриця - Тетяна Шеліга
- Гайдамака - Валерій Легін
- Наркіс - Юрко Яценко
- Пішек - Олексій Вертинський
- Офіцер - Лев Сомов
- Фрейліна - Дарія Лобода
- Єпископ - Йосип Найдук

## Критика
Український критик та кінознавець Лариса Брюховецька назвала стрічку «амбітною спробою показати Григорія Сковороду, розкривши його світовідчуття й думки», яка, щоправда, провалилася. На її думку, режисер намагався апелювати до текстів Сковороди, створивши фантасмагоричний фільм, що говорив би мовою алегорій, проте не зміг це зробити, «переоцінивши свої можливості». Брюховецька відзначила, що стрічка відображала кризу українського кіно часів Незалежності, в тому числі через відсутність фінансової підтримки. 